# Otto Reuleaux
Otto Hermann Karl Henning Reuleaux (* 17. Januar 1896 in Küstrin; † 14. März 1979 in Basel) war ein deutscher Ingenieur und Industriemanager.

## Leben
Otto Reuleaux war ein Mitglied der durch zahlreiche Techniker und Ingenieure bekannt gewordenen und aus dem Revier um Aachen stammenden Familie Reuleaux. Der 1896 in Küstrin Geborene wuchs in den späten Gründerjahren des Deutschen Kaiserreichs auf und war ein Enkel des Maschinenbau-Ingenieurs und Begründers der Kinematik beziehungsweise der Getriebelehre, aber auch Rektor der Technischen Hochschule Berlin, Franz Reuleaux.
Nach dem Besuch des Realgymnasiums, konkret dem Grunewald-Gymnasium in Berlin, studierte Otto Reuleaux in Charlottenburg an der dortigen Technischen Hochschule die Fächer Chemie- und Hüttenkunde, sowie Rechtswissenschaften, Nationalökonomie und Geschichte an der Universität Berlin sowie in Bonn an der dortigen Universität. 1922 erhielt er sein Examen als Diplomingenieur und promovierte im Folgejahr zum Dr.-Ing. zum Thema Reaktionen und Gleichgewichte im System Cu-Fe-S mit besonderer Berücksichtigung des Kupfersteins. Noch 1923 wurde Reuleaux bei der Metallgesellschaft in Frankfurt am Main tätig.

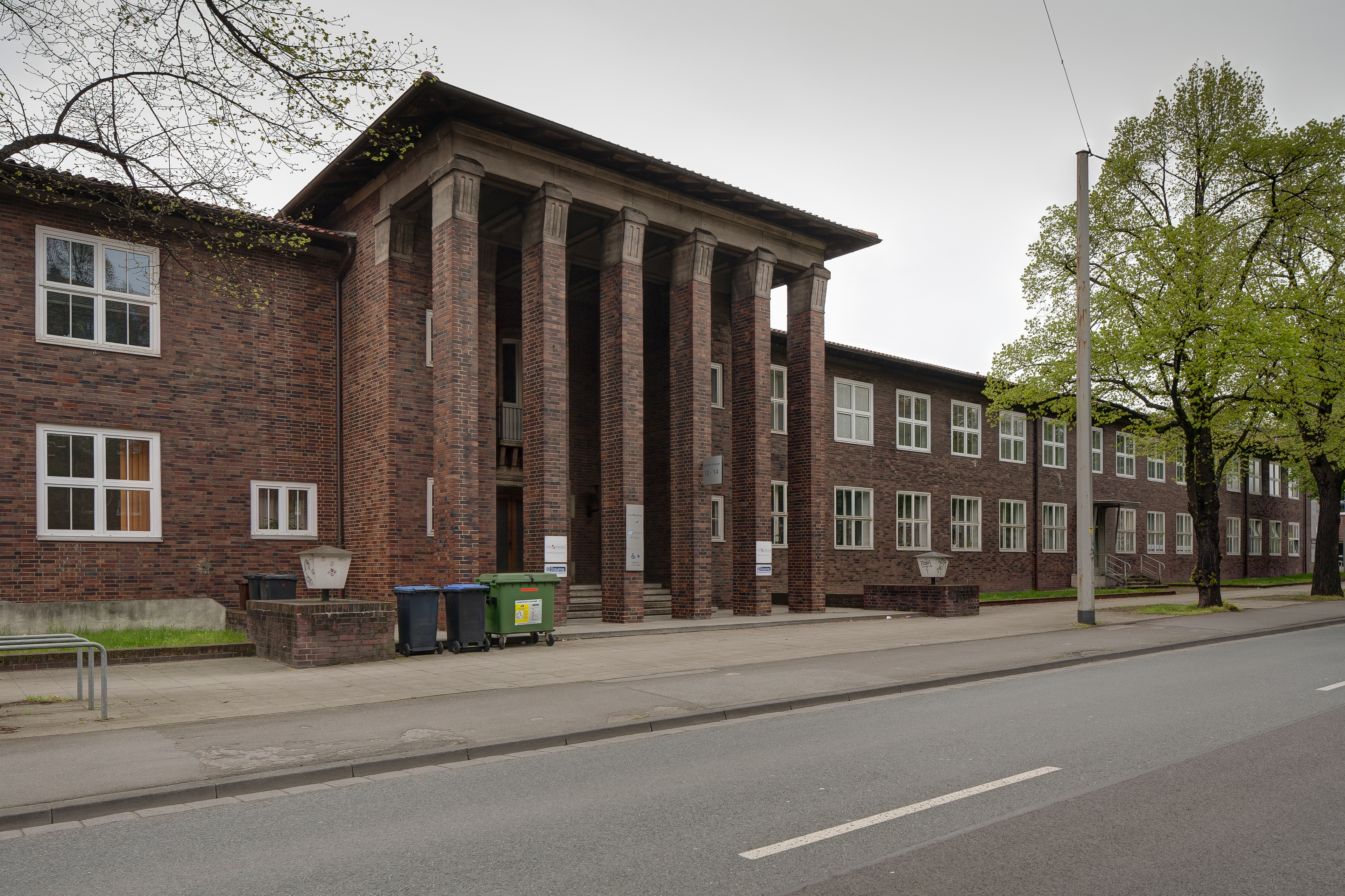
Im Auftrag von Reuleaux als eines der ersten von dem Architekten Ernst Zinsser in Hannover errichteten Bauten: Gebäude der Vereinigte Aluminiumwerke von 1935 an der Göttinger Chaussee in Linden-Süd; denkmalgeschützt

Ebenfalls noch zur Zeit der Weimarer Republik übernahm Otto Reuleaux im Jahr 1929 in Bonn die Leitung der durch eine Interessengemeinschaft verbundenen Vereinigten Leichtmetallwerke GmbH Bonn. Ausgehend von seiner Bonner Tätigkeit entstand „unter seiner verantwortlichen Führung“ zur Zeit des Nationalsozialismus zunächst 1935 in Hannover auf dem Betriebsgelände der stillgelegten Hannoverschen Waggonfabrik (HAWA) in Linden eine Halbzeug-Fabrik für die Verarbeitung von Aluminium und Aluminiumblechen. Für den Bau der Werksgebäude an der Göttinger Chaussee in Linden-Süd konnte Reuleaux den seinerzeit noch in Berlin tätigen Architekten Ernst Zinsser gewinnen, der bald darauf sein Atelier dauerhaft nach Hannover verlegte. Denn ebenfalls durch Zinsser ließ Reuleaux unweit von Hannover ein weiteres Alumnium-verarbeitendes Werk in Laatzen errichten, das sich rasch zu einem der größten und leistungsfähigsten Unternehmen der Leichtmetallverarbeitung in Europa entwickelte. Schließlich wurde Reuleaux, der sich vor allem mit dem Laatzener Werk „besondere Verdienste auf dem Gebiet des Aluminium-Giess- und Plattierverfahrens“ erwarb, zum „Wehrwirtschaftsführer“ ernannt und nutzte sowohl das Lindener wie auch die Laatzener Fabrik dann zur Produktion von Rüstungsgütern im Einsatz für den Zweiten Weltkrieg.
Nach dem Krieg, am 12. Oktober 1946 schrieb der in Russland geborene deutsche Metallurge jüdischer Abstammung Georg Sachs, ein Fürsprecher für den Industriellen Herbert Quandt, in einem Brief an Friedrich Dörge:

„Daß Reuleaux wieder obenauf ist, bedauere ich sehr. Falls ich ihm irgendwie schaden kann, würde ich es gerne tun.“

Nach dem Krieg wurde das Lindener Aluminiumwerk nur teilweise, das Laatzener Aluminiumwerk unter der Britischen Besatzungsmacht 1947 jedoch total demontiert. In Laatzen blieben lediglich einige Hallen stehen, die – ebenfalls 1947 – für die erste Export-Messe genutzt wurden. Dennoch entwickelten sich die VLW bald wieder zu einem international tätigen Unternehmen.
Unterdessen war Otto Reuleaux allerdings – ebenfalls schon 1947 – mit Genehmigung der Britischen Militärbehörden zum Vorstandsvorsitzenden der Kali Chemie AG in Hannover gewählt. In den Folgejahren wurde er zudem in den Aufsichtsrat auch anderer großer Industrieunternehmen wie Solvay und Gerling International, zudem in den Vorstand der Metallgesellschaft berufen.
1953 wurde Reuleaux mit der Ehrendoktorwürde der Technischen Universität Hannover ausgezeichnet. Im selben Jahr erhielt er das Große Verdienstkreuz mit Stern des Verdienstordens der Bundesrepublik Deutschland verliehen. 1957 übernahm Reuleaux die Aufgaben eines Konsuls von Italien.
Auf Initiative von Reuleaux, der zudem Mitglied des am 5. September 1957 gegründeten Wissenschaftsrates war, sowie unter Mitwirkung beispielsweise von Rudolf Schoen, wurde am 8. Januar 1964 im Hotel Luisenhof in Hannover die Gesellschaft der Freunde der Medizinischen Akademie e.V gegründet, die spätere Gesellschaft der Freunde der Medizinischen Hochschule Hannover (MHH).
Am 31. Oktober 1964 wurde Otto Reuleaux die Karmarsch-Denkmünze der Hannoverschen Hochschulgemeinschaft verliehen. Der Verleihungstext zur Denkmünze würdigte Reuleaux,

„dem es gelang, auf dem Gebiet der Metallurgie der Leichtmetalle bedeutende Fortschritte zu erzielen, und der es in seltener Weise verstand, Technik und Wissenschaft zu verbinden und zusammen mit wissenschaftlichem Denken zum Erfolg zu führen.“

Otto Reuleaux starb am 14. Januar 1979 in Basel in der Schweiz.

## Schriften
- Reaktionen und Gleichgewichte im System Cu-Fe-S mit besonderer Berücksichtigung des Kupfersteins, Maschinenschrift, 98 Seiten mit Tabellen und Abbildungen, Dissertation 1923 an der Technischen Hochschule Berlin, [o.O, o. D.; Berlin, 1923]